# El astrónomo
El astrónomo (en holandés, De astronoom) es una pintura (óleo sobre lienzo, 51 cm × 45 cm) de Johannes Vermeer pintada alrededor de 1668, que se encuentra actualmente en el Louvre.  
Los retratos de científicos fueron un tema popular en el siglo XVII en la pintura en Holanda. El hombre representado parece ser el mismo que en El Geógrafo, obra similar pintada al mismo tiempo. Podría ser el científico Anton van Leeuwenhoek, un amigo del pintor residente en Delft. 
La profesión del personaje es simbolizada por el globo celeste (modelo de Jodocus Hondius) y el libro sobre la mesa, titulado Institutiones Astronomicae Geographicae (o Manual de Metius), abierto en el capítulo III, una sección en la que el astrónomo busca la inspiración de Dios. Por último, el cuadro en la pared evoca el descubrimiento de Moisés, representación del conocimiento y la ciencia. 
Junto a En casa de la alcahueta, El geógrafo y El astrónomo son los únicos cuadros fechados por Vermeer.

## Historia de la obra
Se conoce la historia de la propiedad del cuadro desde el 27 de abril de 1713, cuando fue vendido en Róterdam en la liquidación de los bienes de un coleccionista desconocido (posiblemente Adriaen Paets o su padre, de Róterdam), junto con la tabla El Geógrafo. Se cree que el comprador fue Hendrik Sorgh, cuyos bienes se vendieron en Ámsterdam el 28 de marzo de 1720, e incluían tanto El Astrónomo como El Geógrafo, descritos en el catálogo como ‘Een Astrologist: door Vermeer van Delft, extra punk’ (un astrólogo de Vermeer de Delft, de primera categoría ) y  ‘Een weerga, van ditto, niet minder’ (Similar a lo antes mencionado, no menos).
Entre 1881 y 1888 fue vendido por el marchante de arte de París Léon Gauchez al banquero y coleccionista Alphonse James de Rothschild, tras cuya muerte fue heredado por su hijo, Édouard Alphonse James de Rothschild. En 1940, tras la invasión alemana de París en la Segunda Guerra Mundial el cuadro fue incautado por el llamado Einsatzstab Reichsleiter Rosenberg für die Besetzten Gebiete, o Equipo de Intervención del Gobernador Rosenberg, una sección del partido nacionalsocialista alemán dedicada a la incautación de obras de arte en los territorios ocupados. Una pequeña esvástica fue estampada con tinta negra en la parte posterior del lienzo. La pintura fue devuelta a los Rothschild después de la guerra, y fue adquirida posteriormente por el Estado francés como parte de pagos de impuestos pendientes por herencias, y desde 1983 se exhibe en el Museo del Louvre.